# NGC 5727
NGC 5727 is een spiraalvormig sterrenstelsel in het sterrenbeeld Ossenhoeder. Het hemelobject werd op 10 juni 1882 ontdekt door de Franse astronoom Édouard Jean-Marie Stephan.

## Synoniemen
- UGC 9465
- MCG 6-32-83
- ZWG 192.52
- KARA 642
- PGC 52424